# Edwin Carl Kemp
Edwin Carl Kemp, Edwin C. Kemp (ur. 24 sierpnia 1884 w East Douglas, Massachusetts, zm. 15 sierpnia 1971 w Melrose, Massachusetts) – amerykański dyplomata, w latach 1923–1928 konsul Stanów Zjednoczonych w Wolnym Mieście Gdańsku.

## Życiorys
Syn Charles’a Edwina Kempa i Harriet Elizabeth Kemp z d. Moulton. Kształcił się w Atlancie i kilka lat pracował jako urzędnik. Trzy lata pływał w marynarce handlowej jako kwatermistrz okrętowy (ang. quartermaster). W latach 1910–1914 praktykował osteopatię. W 1914 wstąpił do Służby Zagranicznej USA. Był konsulem na Saint Pierre i Miquelon (1914–1915), wicekonsulem w Marsylii (1915–1916), konsulem w Tunisie (1916–1919), Bukareszcie (1919–1920), Budapeszcie (1920–1923), Gdańsku (1923–1928), Hawrze (1929–1933), Moncton (1933–1935), konsulem generalnym w Winnipeg (1935–1936), Bremie (1937–1941), Halifaksie (1941–1945), Kingston (1945–1947).
W trakcie pracy w Wolnym Mieście Gdańsku przygotowywał raporty m.in. na tematy ekonomiczno-gospodarcze (np. rozwój wykorzystania samochodów, bursztyniarstwo, port morski w Gdańsku). Jeden z jego raportów dyplomatycznych z Bremy z 1938, dotyczący spalenia miejscowej synagogi, został wykorzystany przez prokuraturę amerykańską w trakcie przygotowania procesów norymberskich. Zwracał w nim uwagę, że była to zaplanowana, skoordynowana akcja, a nie spontaniczny akt przemocy.
Był wolnomularzem (inicjacja 1910).  W 1950 opublikował historię miasta Melrose w stanie Massachusetts, wydaną z okazji stulecia jego istnienia. Dwukrotnie żonaty (1909 i 1919), miał czworo dzieci. Pochowany na Wyoming Cemetery w Melrose, gdzie zmarł w 1971. 
W 1997 stał się tematem artykułu naukowego amerykańskiej historyczki Elizabeth Morrow Clark z West Texas A&M University zatytułowanego Edwin C. Kemp, an American in Gdańsk. A Review of National Archives Materials Pertaining to the Free City of Danzig, 1923–1929, opublikowanego w pracy zbiorowej Gdańsk i Pomorze w XX wieku. Księga ofiarowana Profesorowi Stanisławowi Mikosowi z okazji 70. rocznicy Jego urodzin (Gdańsk 1997).